# Caepovultus deemingi
Caepovultus deemingi är en insektsart som beskrevs av Vladimir M. Gnezdilov och Wilson 2007. Caepovultus deemingi ingår i släktet Caepovultus och familjen sköldstritar.
Artens utbredningsområde är Oman. Inga underarter finns listade i Catalogue of Life.